# Euxoa minima
Euxoa minima là một loài bướm đêm trong họ Noctuidae.